# أداما سار
أداما سار (بالفرنسية: Adama Sarr) هو لاعب كرة قدم سنغالي في مركز الهجوم، ولد في 15 مارس 1991 في داكار في السنغال. لعب مع نادي باريس.

## وصلات خارجية
- أداما سار على موقع اتحاد تركيا (لاعب) (الإنجليزية)
- أداما سار على موقع رابطة كرة القدم الفرنسية للمحترفين (الإنجليزية)
- أداما سار على موقع قاعدة بيانات كرة القدم.إي يو (الإنجليزية)
- أداما سار على موقع ليكيب (الفرنسية)
- أداما سار على موقع Soccerway.com (الإنجليزية)